# 白犬 (達魯瑪克部落)
白犬是台灣魯凱族達魯瑪克部落傳說中的一隻靈犬，據說能夠預知未來吉凶。

## 傳說
傳說中白犬被養在達魯瑪克部落頭目卡洛爾家裡，牠富有靈性、聽得懂人說話。後來有一次部落遷移位置的時候，牠不知道為什麼一直跑回部落原址哭吠，就算把牠用繩子綁著，牠也會咬斷繩子掙脫後又跑回去，最後族人只能把牠關起來，而被關起來後牠便挖著地面、不吃不喝持續哭吠著、一個月就死掉了。而在牠死掉的一年後，部落爆發嚴重的皰瘡，頭目和許多為他哭泣的人都死了，只有沒有哭的人活下來；而聽說白犬死後，牠的靈魂仍然在部落遷移到的新位置哭吠著，因此後來的族人便稱呼當地為「達洛卡可屯」（吠叫）。